# Nupseroberea rubra
Nupseroberea rubra är en skalbaggsart som beskrevs av Stefan von Breuning 1956. Nupseroberea rubra ingår i släktet Nupseroberea och familjen långhorningar. Inga underarter finns listade i Catalogue of Life.